# Сан-Никола-Арчелла
Сан-Никола-Арчелла (итал. San Nicola Arcella) — коммуна в Италии, располагается в регионе Калабрия, подчиняется административному центру Козенца.
Население составляет 1375 человек, плотность населения составляет 125 чел./км². Занимает площадь 11 км². Почтовый индекс — 87020. Телефонный код — 0985.